# John Freely
John Freely (New York, 26 giugno 1926 – Istanbul, 20 aprile 2017) è stato un fisico, insegnante e scrittore statunitense, autore di popolari libri di viaggio e di storia su Istanbul, Atene, Venezia, Turchia, Grecia e sull'Impero Ottomano.
Freely è il padre della scrittrice e traduttrice letteraria turco-inglese Maureen Freely.

## Biografia

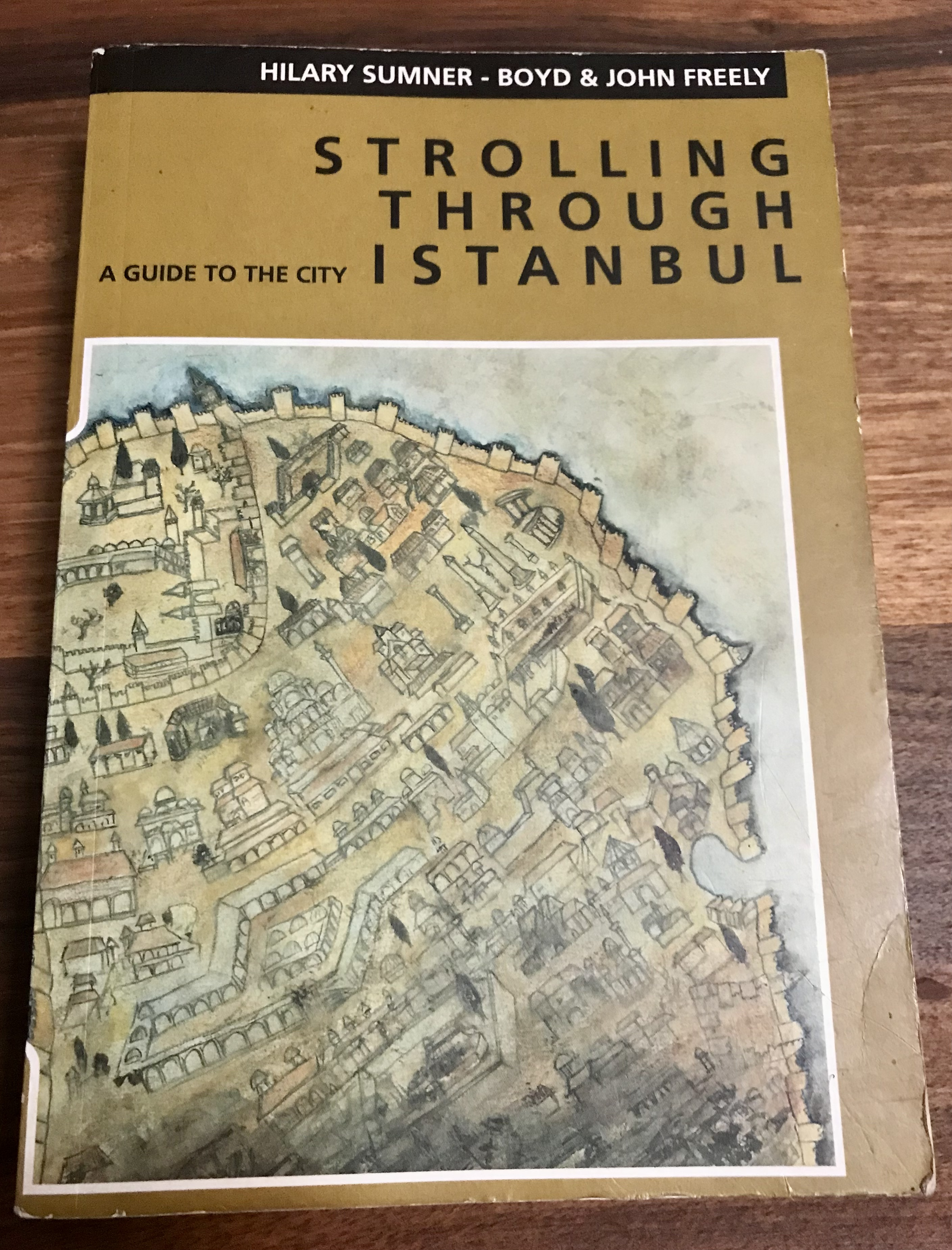
La guida classica di John Freely e Hilary Sumner-Boyd, Strolling Through Istanbul

Freely è nato a Brooklyn (New York) ed è cresciuto lì e in Irlanda. Ha abbandonato le scuole superiori e si è arruolato nella Marina degli Stati Uniti all'età di 17 anni per gli ultimi due anni della Seconda Guerra Mondiale, prestando servizio con un'unità di commando in Birmania e Cina. Si è laureato in un tradizionale college cattolico americano, lo Iona College di New Rochelle, New York grazie al G.I. Bill.
Nel 1947, Freely sposò Dolores “Toots” Stanley dopo aver deciso di dedicare la propria vita ai viaggi. È morto nel Regno Unito nel 2017 e i suoi resti sono stati inumati nel Cimitero protestante di Feriköy a Istanbul.

### Carriera accademica
Freely ha conseguito il dottorato di ricerca in fisica presso la New York University e successivamente ha svolto gli studi post-dottorato presso la Oxford University sotto la guida di Alistair Cameron Crombie, il ricercatore pioniere della storia della scienza europea medievale. L'idea principale che ereditò da Crombie fu “la continuità della scienza europea occidentale dall'Alto Medioevo fino a Copernico, Galileo e Newton”. Dopo il post-dottorato, nel 1960 si reco' a Istanbul, in Turchia, e assunse un incarico presso il Robert College (poi Università del Bosforo). In seguito vi tenne corsi di fisica, storia della scienza e astronomia, tra cui il corso “The Emergence of Modern Science, East and West”, con soggiorni a New York, Boston, Londra, Atene, Oxford e Venezia. Torno' all'Università del Bosforo nel 1993.

### Attività come scrittore
Freely è stato autore di oltre 40 libri, molti dei quali sono storie di Istanbul e della Turchia, resoconti della vita di personaggi significativi dell'Impero Ottomano o guide di viaggio, soprattutto su Istanbul. Insieme a Hilary Sumner-Boyd, una collega dell'Università di Boğaziçi, Freely ha pubblicato “Strolling Through Istanbul: A Guide to the City” nel 1972. Le vendite, inizialmente lente, aumentarono con l'aumentare del turismo verso Istanbul, sinché all'inizio degli anni Duemila non fu considerata un classico del genere delle guide turistiche per il suo connubio tra il rigore accademico e uno stile di scrittura accessibile e vivace. Essa continua a essere stampata cinquant'anni dopo la sua pubblicazione iniziale.
Tra gli argomenti più insoliti di cui scrisse vi furono le vite di Cem Sultan, il terzo figlio del sultano Mehmet II che rivendicò il trono ottomano ma fu sconfitto e finì la sua vita in esilio in Europa; e di Sabbetai Zevi, il cosiddetto Messia ebreo di Smirne (oggi İzmir), che alla fine si convertì, almeno in apparenza, all'Islam e i cui seguaci divennero noti come i Dunmeh.

## Opere

### Guide di viaggio
- Strolling Through Istanbul: A Guide to the City (1972; nona edizione 2006), con Hilary Sumner-Boyd; (2009) Tauris Parke Paperbacks
- Complete Guide to Greece (1974), con Maureen Freely, Littlehampton Book Services Ltd
- Naxos: Ariadne's Isle (1976; seconda edizione, 1980), Lycabettus Press
- Blue Guide Istanbul (1983; seconda edizione, 1987; terza edizione, 1991; quarta edizione, 1997; quinta, 2000)
- Blue Guide Boston and Cambridge (1984; seconda edizione, 1994), A & C Black Publishers Ltd
- The Companion Guide to Turkey (1984; seconda edizione, 1996), Boydell Press
- Crete (1988), Weidenfeld & Nicolson; nuova edizione (1989) New Amsterdam Books
- The Western Shores of Turkey: Discovering the Aegean and Mediterranean Coasts (1988), John Murray Pub Ltd; seconda edizione (2004), Tauris Parke Paperbacks
- Classical Turkey (1990; Serie: Architectural Guides for Travellers), Viking
- Strolling Through Athens: Fourteen Unforgettable Walks through Europe's Oldest City (1991), Penguin;  seconda edizione (2004), Tauris Parke Paperbacks
- Strolling through Venice: The Definitive Walking Guidebook to "La Serenissima" (1994, seconda edizione, 2008), Tauris Parke Paperbacks
- The Redhouse Guide to the Black Sea Coast of Turkey (1996); fotografie di Anthony E. Baker, Redhouse Press
- The Redhouse Guide to the Aegean Coast of Turkey (1996), Redhouse Press
- Crete: Discovering the "Great Island" (1998); Weidenfeld & Nicolson; seconda edizione (2008), Tauris Parke Paperbacks
- The Eastern Mediterranean Coast of Turkey (1999), Milet Publishing Ltd
- The Redhouse Guide to Western Interior of Turkey (1999), Cadogan Guides
- The Bosphorus (1999), Milet Publishing Ltd
- Turkey Around The Marmara (1999), Cadogan Guides
- The Companion Guide to Istanbul and around the Marmara (2000), Companion Guides
- Galata: A Guide to Istanbul's Old Genoese Quarter Archaeology & Art Pubs (2000)
- The Greek Islands (2003), John Murray Pub Ltd
- The Companion Guide to Southern Turkey (2003), Companion Guides
- The Princes' Isles: A Guide (2005), Islander Editions/Adali Yayinlari
- The Cyclades: Discovering the Greek Islands of the Aegean (2006), I B Tauris & Co Ltd
- The Ionian Islands: Corfu, Cephalonia and Beyond (2008), I B Tauris & Co Ltd
- Istanbul: City of Two Continents (2008), con John Cleave, Didier Millet

### Libri di Storia e Storia della Scienza
- Stamboul Sketches (1974; ristampato da Eland nel 2014)
- Istanbul: The Imperial City (1996)
- A History of Robert College: The American College for Girls and Boğaziçi University (2000), YKY, due volumi
- Sinan: Architect of Suleyman the Magnificent and the Ottoman Golden Age (1992), con Augusto Romano Burelli, Thames & Hudson Ltd
- Inside the Seraglio: Private Lives of the Sultans in Istanbul (1999)
- The Lost Messiah: In Search of the Mystical Rabbi Sabbatai Sevi (2001)
- Jem Sultan: The Adventures of a Captive Turkish Prince in Renaissance Europe (2004); Harpercollins
- The Emergence of Modern Science, East and West (2004), Istanbul: Boğaziçi University
- Byzantine Monuments of Istanbul (2004), with Ahmet S. Çakmak; Cambridge University Press
- John Freely's Istanbul (2003, edizione illustrata 2006), Scala Publishers
- Storm on Horseback: The Seljuk Warriors of Turkey (2008); I B Tauris & Co Ltd
- Children of Achilles: The Greeks in Asia Minor Since the Days of Troy (2009); I B Tauris & Co Ltd
- The Grand Turk: Sultan Mehmet II: Conqueror of Constantinople and Master of an Empire (2009); Tauris Parke Paperbacks
- Aladdin's Lamp: How Greek Science Came to Europe Through the Islamic World (2009)
- Before Galileo: The Birth of Modern Science in Medieval Europe (2012)
- The Flame of Miletus: The Birth of Science in Ancient Greece (and How it Changed the World) (2012); I B Tauris & Co Ltd
- Light from the East: How the Science of Medieval Islam helped to shape the Western World (2010); I B Tauris & Co Ltd
- The Art of Exile: A Vagabond Life (2016); I B Tauris & Co Ltd

### Prefazioni
- Runciman, Steven, The Lost Capital of Byzantium: The History of Mistra and the Peloponnese (2009 ristampa), Tauris Parke Paperbacks
- Stafford-Deitsch, Jeremy, Kingdoms of Ruin: The Art and Architectural Splendours of Ancient Turkey (2009)
- Bradford, Ernle, The Sultan's Admiral: Barbarossa - Pirate and Empire-Builder (2009), Tauris Parke Paperbacks